# Еврич, Драгослав
Драгослав Еврич (серб. Драгослав Јеврић; 8 июля 1974, Иванград, Черногория, СФРЮ) — сербский футболист, вратарь. С 2002 по 2006 год выступал за национальную сборную Сербии и Черногории, провёл за неё 43 матча. Участник чемпионата мира 2006 года.

## Биография

### Клубная карьера
Драгослав Йеврич начал свою футбольную карьеру в молодёжном составе клуба «Рудар» из города Плевля. Затем Драгослав выступал за «Приштина», а в 1993 году в составе клуба «Обилич» начал свою профессиональную карьеру футболиста. В своём дебютном сезоне во второй лиге Югославии Драгослав провёл 31 матч. Всего за «Обилич» за два сезона Драгослав провёл 66 матчей. В 1995 году Йеврич перешёл в стан клуба «Црвена Звезда». За четыре сезона в клубе Драган провёл 70 матчей.
В 1999 году Драгослав стал игроком нидерландского клуба «Витесс», который выступал в высшем дивизионе Нидерландов. «Витесс» взял Драгана на место основного вратаря вместо Сандера Вестервельда, который перешёл в английский «Ливерпуль». Драгослав сразу стал основным вратарём в клубе и в своём первом сезоне провёл за «Витесс» 34 матча. В следующем сезоне 2000/01 Драгослав оказался на скамейке запасных и так и не провёл ни одного матча в чемпионате. Однако в сезоне 2001/02 Йеврич вернул себе место в основном составе и отыграл за «Витесс» все 34 матча в чемпионате, хотя в предпоследнем туре против «Эксельсиора» Драгослав был удалён с поля на 35-й минуте. «Витесс» же завершил сезон на пятом месте, попав в еврокубковую зону.
В сезоне 2003/04 Драгослав стал вторым вратарём в клубе после Йима ван Фессема, Йеврич за сезон сыграл всего 13 матчей. В середине сезона 2004/05, в котором Драгослав был основным вратарём в клубе, у Йеврича не был продлён контракт с «Веттесом», который заканчивался летом 2005 года, и поэтому клуб решил избавиться от игрока в зимнее трансферное окно, для того чтобы получить небольшую денежную выгоду. В январе 2005 года Драгослав перешёл в турецкий «Анкараспор», с клубом был подписал контракт на три года.
В чемпионате Турции Драгослав за три сезона провёл 50 матчей, но в конечном итоге по обоюдному согласию расторг контракт с клубом в 2007 году. Став свободным игроком, Йеврич подписал контракт с израильским «Маккаби» из Тель-Авива. В июле 2008 года Йеврич продлил свой контракт с «Маккаби» ещё на один год.

## Достижения
- Серебряный призёр чемпионата Югославии: 1996, 1997, 1998
- Обладатель кубка Югославии: 1996, 1997, 1999